# Monte Pleasant
Mount Pleasant é uma estação de saudação de armas, a partir da qual a Guarda da Federação da Austrália fornece 21 armas em ocasiões cerimoniais. 
Nas encostas da colina, com vista para o colégio, está o túmulo de William Throsby Bridges, o primeiro comandante do colégio e um dos únicos dois soldados australianos da Primeira Guerra Mundial mortos em ação ou mortos por ferimentos e que foram enterrados na Austrália. O outro é o Soldado Desconhecido, desenterrado de um túmulo francês e enterrado no Australian War Memorial, em 1991.Bridges era o comandante da 1ª Divisão Australiana em Gallipoli . 
Enquanto visitava as filas em 15 de maio de 1915, Bridges foi atingido, na artéria femoral, por um atirador turco. Arrastado pela segurança, ele foi retirado e levado para o navio-hospital Gascon, onde morreu no dia seguinte. Seu corpo foi devolvido a Melbourne, onde recebeu um funeral estadual.
Ele foi enterrado em 3 de setembro de 1915, nas encostas do Monte Pleasant. A sepultura foi projetada por Walter Burley Griffin, o designer de Canberra. É a única estrutura permanente projetada por Griffin já construída em Canberra. A pedra memorial na sepultura foi revelada em 1920.